# Ligeriinae
Ligeriinae je podtribus gesnerijevki, dio tribusa Gesnerieae. Sastoji se od 3 roda iz Srednje i Južne Amerike.
Tipični rod je Ligeria, sinonim za Sinningia.

## Opis
Podpleme Ligeriinae prepoznato je kao monofiletska skupina u obitelji Gesneriaceae, a sastoji se od vrsta iz tri roda, Sinningia, Vanhouttea i Paliavana. Divlje vrste imaju zigomorfni vjenčić s dvije dorzalne, dvije bočne i jednom ventralnom laticom. Ventralna latica služi kao platforma za slijetanje i kontakt s oprašivačima koji dolaze, pa stoga ima jednostavnu i ravnu strukturu.

## Rodovi
1. Sinningia Nees (81 spp.)
2. Paliavana Vell. ex Vand. (6 spp.)
3. Vanhouttea Lem. (10 spp.)

## Sinonimi
- Sinningieae Fritsch in Engl. & Prantl, Nat. Pflanzenfam. IV, 3b: 144. 1893.